# Tierra de Astorga
Tierra de Astorga és una comarca situada al centre i oest de la província de Lleó, té 1325,4 km² que són el 8,5% del total provincial, aquesta dividida en 14 termes municipals.

## Geografia
Terra de substrat de roques molt antigues, pissarra i quarsites en la major part, que han evolucionat cap a les formes velles i allomades amb culminacions planes. En les zones baixes hi ha dipòsits de ranya. En general, la Terra de Astorga és de relleu suau que va baixant des de les muntanyes fins a les ribes de l'Órbigo.

## Demografia
La Tierra de Astorga té un poblament concentrat, amb un fort descens poblacional, que és superior fins i tot a la mitjana provincial, exceptuant la ciutat d'Astorga, que no ha estat capaç d'absorbir a una població forçada a emigrar. En 1991, la comarca comptava amb 24.768, que eren un 4,76% del total provincial.

## Comarques Tradicionals
- La Cepeda
- La Valduerna
- Maragatería
- Sequeda

## Municipis
| Nombre                  | Pob. (2007) |
| ----------------------- | ----------- |
| Astorga                 | 12.139      |
| Brazuelo                | 346         |
| Lucillo                 | 450         |
| Luyego                  | 810         |
| Magaz de Cepeda         | 446         |
| Quintana del Castillo   | 953         |
| San Justo de la Vega    | 2.958       |
| Santa Colomba de Somoza | 503         |
| Santiago Millas         | 358         |
| Valderrey               | 574         |
| Val de San Lorenzo      | 638         |
| Villagatón              | 672         |
| Villamejil              | 846         |
| Villaobispo de Otero    | 655         |
| Total                   | 22.348      |